# Pseudoceramodactylus khobarensis
Genre
Espèce
Synonymes
- Stenodactylus khobarensis (Haas, 1957)

Statut de conservation UICN

 LC  : Préoccupation mineure
Pseudoceramodactylus khobarensis, unique représentant du genre Pseudoceramodactylus, est une espèce de geckos de la famille des Gekkonidae.

## Répartition
Cette espèce se rencontre en Arabie saoudite, en Oman, aux Émirats arabes unis, au Bahreïn et en Iran.

## Description
Dans sa description Haas indique que le plus grand spécimen en sa possession mesure 95 mm dont 40 mm pour la queue.
Ce petit gecko terrestre est nocturne et vit dans des milieux arides et désertiques.

## Étymologie
Son nom d'espèce, composé de khobar et du suffixe latin -ensis, « qui vit dans, qui habite », lui a été donné en référence au lieu de sa découverte, la ville de Khobar dans la province d'Ash Sharqiyah en Arabie saoudite.

## Publication originale
- Haas, 1957 : Some amphibians and reptiles from Arabia. Proceedings of the California Academy of Sciences, ser. 4, vol. 29 n. 3, p. 47-86 (texte intégral).